# São Martinho Grande
São Martinho Grande est un village du sud de l'île de Santiago au Cap-Vert.

## Description
São Martinho Grande fait partie de la municipalité Ribeira Grande de Santiago. 
Il se trouve à 4 km à l'est de Cidade Velha et à 6,5 km à l'ouest du centre-ville de Praia. La route nationale EN1-ST05 (Praia - Cidade Velha) passe au nord de São Martinho Grande et la EN3-ST04 le traverse. À 1,5 km au sud se trouve Calheta de São Martinho, une petite baie de l'océan Atlantique. 
São Martinho Grande a été mentionné comme « Kalyete de S. Martin » sur la carte de 1747 par Jacques-Nicolas Bellin.
En 2010, sa population était de 593 habitants.